# أحمد المخيني
أحمد سليم ثويني المخيني المعروف باسم أحمد المخيني (مواليد 2 مايو 1985) هو لاعب كرة قدم عماني يلعب مع نادي العروبة الرياضي في دوري المحترفين العماني كمدافع. مثّل منتخب سلطنة عمان لكرة القدم.

## وصلات خارجية
- أحمد المخيني على موقع قاعدة بيانات كرة القدم.إي يو (الإنجليزية)
- أحمد المخيني على موقع ناشيونال فوتبول تيمز (الإنجليزية)
- أحمد المخيني على موقع Soccerway.com (الإنجليزية)
- أحمد المخيني على موقع كووورة